# Тиберије (син цара Маврикија)
Тиберије (грч . Τιβεριος, умро 27. новембра 602. године), је био други син византијског цара Маврикија и његове жене царице Константине . Његов отац је намеравао да он наследи Италију и западна острва, са средиштем у Риму ; међутим, то се није остварило пошто је његовог оца збацио нови цар Фока, који је наредио да се погубе он и његов отац, заједно са његовом млађом браћом, у луци Еутропије, у Халкидону .

## Младост и породица
Тиберије је био други син византијског цара Маврикија и царице Константине .    Име је добио у част цара Тиберија II, његовог деде по мајци.  Имао је старијег брата Теодосија, четири млађа брата Петра, Павла, Јустина и Јустинијана  и три сестре Анастасију, Теоктисту и Клеопатру.  Цар Маврикије је био први византијски цар од цара Теодосија I који је имао сина, већ је његова и Константинина способност да рађају бројну децу била предмет популарних шала.  
Маврикије је служио као магистер милитум пер Ориентем, командант византијских снага на Истоку,  обезбеђујући одлучујуће победе над Сасанидским царством .  Владајући византијски цар Тиберије II, ослабљен болешћу, именовао је Маврикија за једног од своја два наследника, поред Германа,  планирајући да подели царство на два дела, дајући Маврикију источну половину. Међутим, Герман је то одбио и стога је 13. августа 582. године, Маврикије оженио Константину и проглашен је за цара.  Цар Тиберије II је умро следећег дана, а Маврикије је постао једини цар. 

## Каснији живот
Према тестаменту његовог оца, написаном 597. године када је боловао од тешке болести, цар Маврикије је намеравао да Тиберије влада Италијом и западним острвима, са средиштем у Риму,   а не у Равени , а Теодосије да влада на Исток, са центром у Цариграду .   Теофилакт Симоката, савремени извор, наводи да ће остатак царства поделити Маврикијеви млађи синови, а византиста Џеј Б Бери сугерише да би један владао северном Африком, а други Илириком,   укључујући и Грчку, са Домицијаном из Мелитене као њиховим старатељем.  Историчар Јоханес Винанд сугерише да би у овом аранжману Теодосије служио као старији август, Тиберије као млађи август, а млађа браћа као цезари. 
Године 602. цар Маврикије је наредио византијској војсци да презими преко Дунава, због чега су се трупе исцрпљене ратовањем против Словена подигле и прогласиле Фоку за свог вођоу.  Трупе су захтевале да цар Маврикије абдицира у корист Теодосија или генерала Германа .  Дана 22. новембра 602. године, суочени са немирима у Константинопољу које је предводила фракција Зелених, цар Маврикије и његова породица укрцали су се на ратни брод који је ишао за Никомедију .  Теодосије је можда у то време био у Сасанидском царству, у дипломатској мисији,  или га је, према неким изворима, касније послао цар Маврикије да затражи помоћ од сасанидског цара Хозороја II . 
Фока је сутрадан, 23. новембра 602. године, по доласку у престоницу, крунисан за цара. Након што су преживели олују, Тиберије и његова породица су се искрцали у Саинт Аутономос, близу Праенетуса, 45 mi (72 km) од Цариграда, али су били приморани да остану тамо због Маврикијевог артритиса, због чега је остао прикован за кревет. Ухватио их је Лилије, Фокин официр, и довео их у луку Еутропије у Халкидону, где су 27. новембра 602. године, Тиберије и његова три млађа брата убијени, а за њима и сам цар Маврикије. Њихове остатке сакупила је Гордија, Тиберијева тетка, и сахранила у манастиру Светог Маме, који је она основала.    Теодосије је касније ухваћен и погубљен када се вратио, док су царица Константина и њене ћерке узете под заштиту Киријака II, цариградског патријарха . 